# Chris Horton (football américain)
Ne doit pas être confondu avec Chris Horton, joueur américain de basket-ball.
Pour les articles homonymes, voir Horton.
(en) Statistiques sur pro-football-reference
Christopher D. Horton, né le 29 décembre 1984 à Los Angeles (Californie), est un joueur américain de football américain évoluant au poste de safety.
Étudiant à l'université de Californie à Los Angeles, il joue pour les UCLA Bruins.
Il est drafté en 2008 à la 249e place (septième tour) par les Redskins de Washington. Officiellement, son contrat signé le 12 juin 2008 est de 1,191 million de dollars sur trois ans dont une prime à la signature de 36 000 $.